# Мадзокки, Доменико

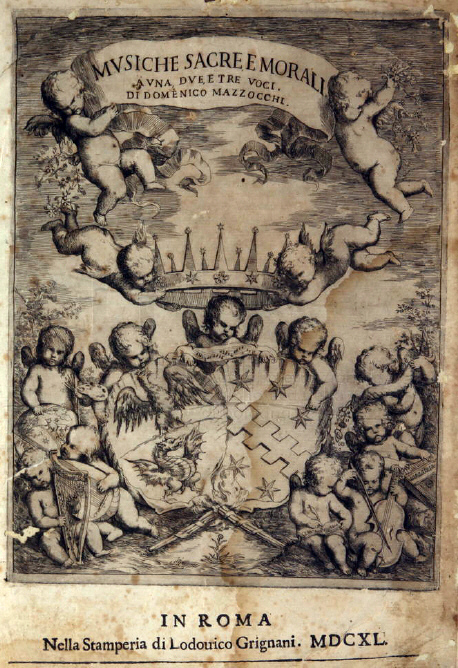
Титульная страница сборника Д. Мадзокки "Musiche sacre e morali" (Рим, 1640)

Доменико Мадзо́кки, Маццокки (итал. Domenico Mazzocchi; 8 октября 1592, Чивита-Кастеллана, Лацио — 21 января 1665, Рим) — итальянский композитор. 

## Биография
Уроки музыки брал предположительно у Джованни Марии Нанино. До февраля 1619 года обучался в Римском университете Сапиенца, получил звание доктора права. Был рукоположен в священники. В 1621 году поступил на службу к кардиналу Ипполито Альдобрандини. Сочинял музыку для римских пап, в частности для папы Урбана VIII.
Брат композитора Вирджилио Мадзокки (1597—1646).

## Творчество
Автор нескольких опер, из которых сохранилась только «Цепь Адониса» (итал. La catena d'Adone, премьера прошла в Риме в 1626 году). В опере (авторское название — favola boscareccia, «лесная сказка») Мадзокки пытался преодолеть монотонию речитатива, типичную для музыкально-драматических сочинений флорентийцев, и таким образом, внёс существенный вклад в развитие барочной оперы, с типичным для неё чередованием речитатива и арии. Автор сборника мадригалов на 5 голосов (партитура опубликована в 1638), нескольких мотетов, духовных концертов (сборник «Sacrae concertationes», 1664; включает 11 концертов и 8 диалогов), восьми кантат, драматического диалога «Praetereunt anni» (на текст из «Энеиды» Вергилия) и др. произведений. В сборнике «Musiche sacre e morali» (1640) — коллекция сольных арий, диалогов, канцон, речитативов на духовные тексты, в том числе, Петрарки («Vergina bella») и Тассо («Dunque ove tu Signor», «Signor non sotto l'ombra»), а также на собственные стихи. Сборник «Диалоги и сонеты» («Dialoghi e Sonetti», 1638) содержит 9 арий и речитативов на тексты Тассо, Вергилия, папы Урбана VIII и других. Канцона (авторское обозначение жанра — «сонет») из этого сборника «Lagrime amare», которую отличают необычные хроматические модуляции, относится к хитам барочной музыки.

## Дискография
- La catena d'Adone. Исполнители: Reinoud Van Mechelen (Adone), Luciana Mancini (Falsirena), Merel Elishevah Kriegsman (Venere/Ninfa), Catherine Lybaert (Amore/Ninfa), ансамбль старинной музыки «Scherzi Musicali» под управлением Николаса Ахтена (Alpha/Outhere 184; запись 2010 года).